# Papua Nova Guinea
Papua Nova Guinea (oficialment Estat Independent de Papua Nova Guinea) és un estat d'Oceania que ocupa la meitat oriental de l'illa de Nova Guinea (l'altra meitat correspon a la província indonèsia de Papua). Està situat al Pacífic sud-occidental, al nord d'Austràlia (de la qual està separat per l'estret de Torres) i a l'oest de Salomó. Està banyat pel mar de Bismarck al nord, el mar de Salomó a l'est i el mar del Corall al sud.
Amb 462.840 km² , Papua Nova Guinea és el 54è país més gran del món i el tercer país insular més gran. Papua Nova Guinea forma part de la Zona australàsia, que també inclou Austràlia, Nova Zelanda, l'est d'Indonèsia i diversos grups d'illes del Pacífic, com ara les Illes Salomó i Vanuatu. Inclou totes les seves illes, es troba entre les latituds 0° i 12°S i les longituds 140° i 160°E. Té una zona econòmica exclusiva de 2.402.288 km² . El continent del país és la meitat oriental de l'illa de Nova Guinea, on també es troben les ciutats més grans, incloent Port Moresby (capital) i Lae; altres illes importants dins de Papua Nova Guinea són Nova Irlanda, Nova Bretanya, Manus i Bougainville.

## Etimologia
Papua es deriva d'un terme local d'origen incert. Pel que fa a les illes de Nova Guinea, el capità i geògraf portuguès António Galvão va escriure que:
| « | La gent de totes aquestes illes és negra i té els cabells encrespats, a qui la gent de Maluku anomenen papues. | » |

"Nova Guinea" (Nueva Guinea) va ser el nom encunyat per l'explorador espanyol Yñigo Ortiz de Retez. El 1545, va notar la semblança de la gent amb els que havia vist abans al llarg de la costa de Guinea d'Àfrica. Guinea, al seu torn, deriva etimològicament de la paraula portuguesa Guiné. El nom és un dels uns quants topònims que comparteixen etimologies similars, que en última instància significa terra dels negres o significats similars, en referència a la pell fosca dels habitants.

## Història

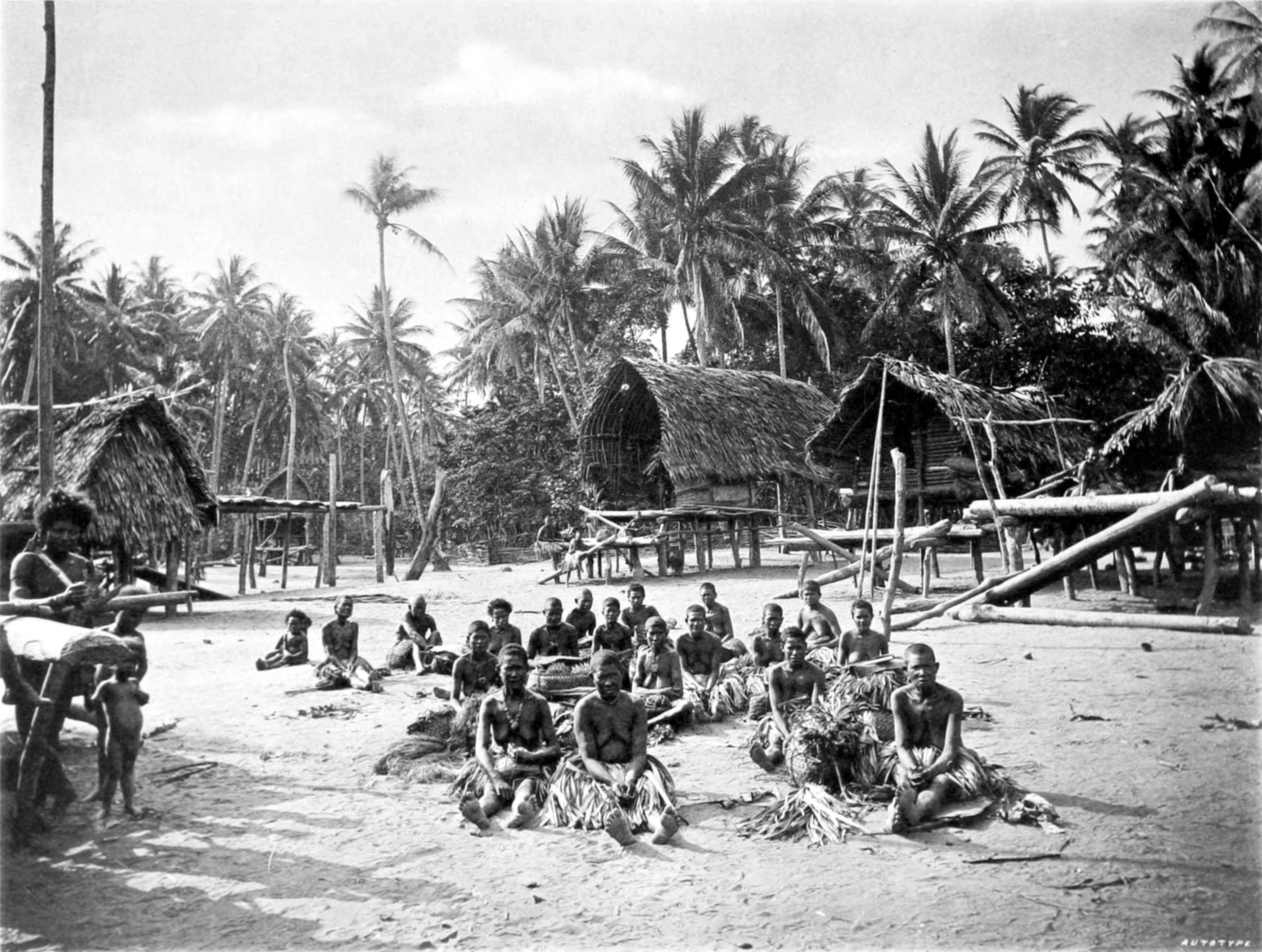
Dones kerepunu al mercat de Kalo, Nova Guinea Britànica, 1885

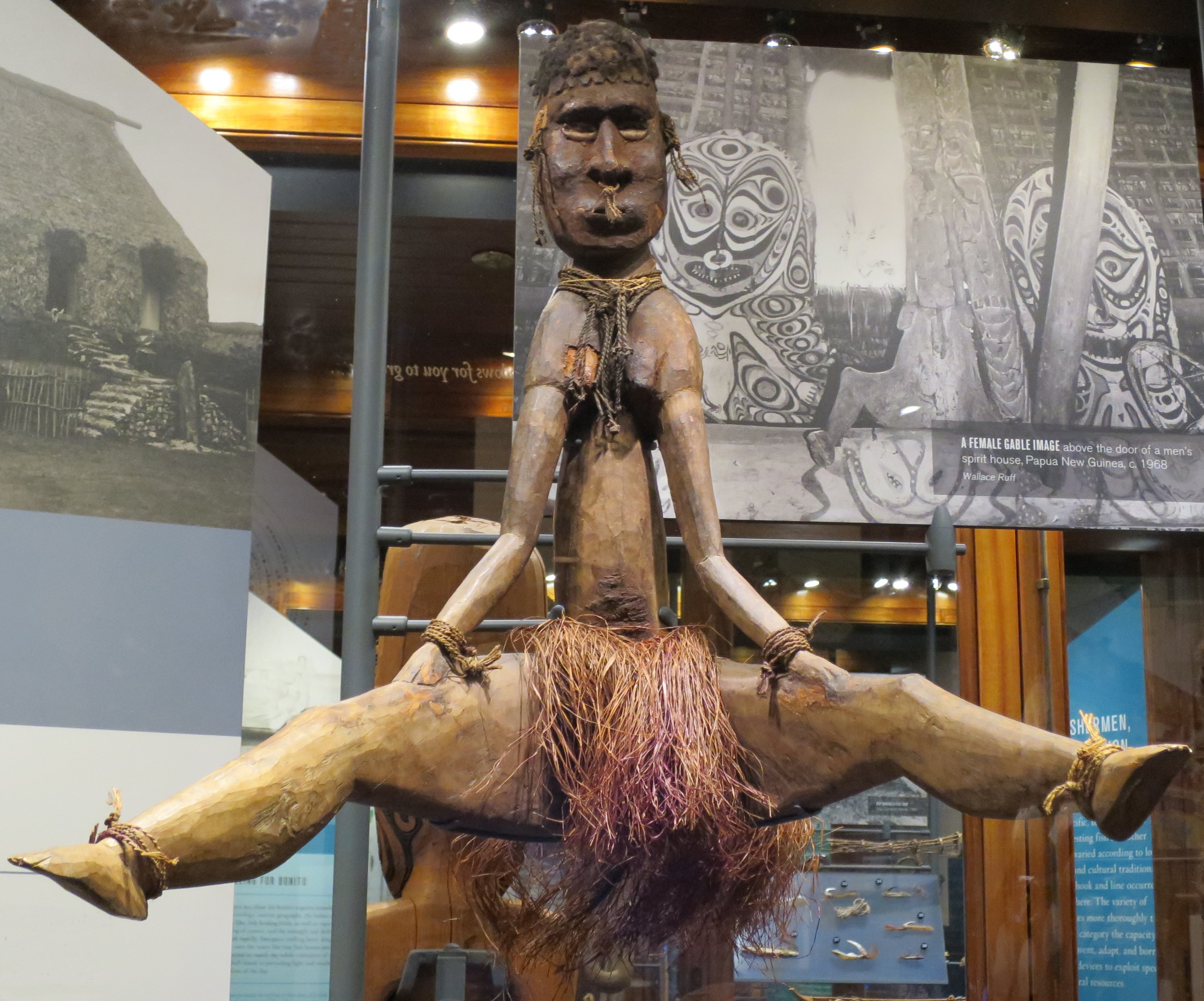
Imatge femenina de frontons, gent Sawos, art oceànic al Museu Bishop

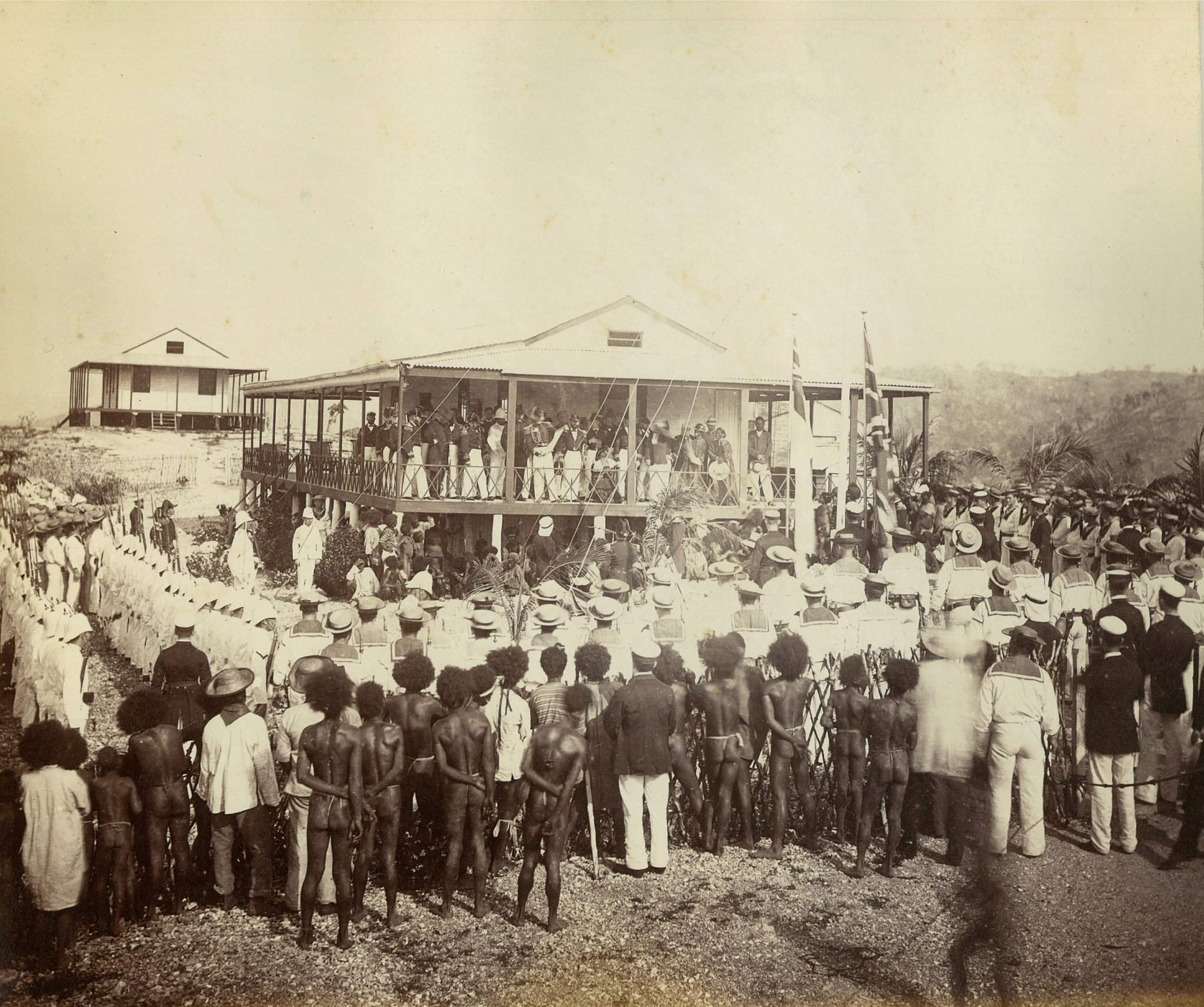
Annexió britànica del sud-est de Nova Guinea el 1884

### Fins al segle XIX
A Nova Guinea s'hi han trobat restes humanes d'uns 60.000 anys d'antiguitat. Eren descendents de migrants d’Àfrica, en una de les primeres onades de migració humana. Un estudi de 2016 a la Universitat de Cambridge de Christopher Klein et al. suggereix que va ser fa uns 50.000 anys que aquests pobles van arribar a Sahul (el paleocontinent format per l'actual Austràlia i Nova Guinea). El nivell del mar va augmentar i va aïllar Nova Guinea fa uns 10.000 anys, però els aborígens australians i els papús es van separar genèticament uns 37.000 anys abans. El genetista evolutiu Svante Pääbo va trobar que la gent de Nova Guinea comparteix entre el 4% i el 7% del seu genoma amb els denisovans, cosa que indica que els avantpassats dels papús es van travessar a Àsia amb aquests homínids arcaics.
L'agricultura es va desenvolupar de manera independent a les terres altes de Nova Guinea al voltant del 7.000 aC, la qual cosa la converteix en una de les poques zones del món on la gent va conrear plantes de manera independent. Al voltant del 500 aC es va produir una important migració de pobles de parla austronesia cap a les regions costaneres de Nova Guinea. Això s'ha correlacionat amb la introducció de ceràmica, porcs i determinades tècniques de pesca.
Al segle xviii, els comerciants van portar el moniato a Nova Guinea, on va ser adoptat i es va convertir en un aliment bàsic. Els comerciants portuguesos l'havien obtingut d'Amèrica del Sud i l'havien introduït a les Moluques. Els rendiments molt més elevats dels cultius de moniato van transformar radicalment l'agricultura i les societats tradicionals. El moniato va suplantar en gran manera l'aliment bàsic anterior, el taro, i va provocar un augment significatiu de la població a les terres altes.
A Europa es coneixia poc sobre l'illa fins al segle xix, tot i que exploradors portuguesos i espanyols, com Jorge de Meneses i Yñigo Ortiz de Retez, l'havien trobat ja al segle xvi. Comerciants del sud-est asiàtic havien visitat Nova Guinea des de fa 5.000 anys per recollir plomalls d'ocells del paradís.

### Missioners
El cristianisme es va introduir a Nova Guinea el 15 de setembre de 1847 quan un grup de missioners maristes va arribar a l'illa Woodlark. Van establir la seva primera missió a l'illa d'Umboi. Després d'aquell any, es van veure obligats a retirar la seva missió. Cinc anys més tard, el 8 d'octubre de 1852, el Pontifici Institut per a Missions Estrangeres, un institut pontifici, va restablir la missió a l'illa Woodlark, trobant-se amb la malaltia i la resistència de la població local.

### Colonialisme
Tot i que a finals del segle XX la caça de caps i el canibalisme havien estat pràcticament erradicats, en el passat es practicaven a moltes parts del país com a part de rituals relacionats amb la guerra i la presa d'esperits o poders enemics. El 1901, a l'illa de Goaribari, al golf de Papua, el missioner Harry Dauncey va trobar 10.000 cranis a les llargues cases de l'illa, una demostració de les pràctiques passades. Segons Marianna Torgovnick, escrivint el 1991, "Els casos més documentats de canibalisme com a institució social provenen de Nova Guinea, on la caça de caps i el canibalisme ritual van sobreviure, en determinades zones aïllades, als anys cinquanta, seixanta i setanta, i encara deixen empremtes dins de determinats grups socials".
La meitat nord del país va passar a mans dels alemanys a la fi del segle xix amb el nom de Nova Guinea Alemanya. Durant la Primera Guerra Mundial, fou ocupada pels australians, que també passaren a administrar-ne la part sud amb el nom de Territori de Papua (l'antiga Nova Guinea Britànica). Els dos territoris foren units sota el nom de Territori de Papua i Nova Guinea, que més endavant es va convertir en Papua Nova Guinea.

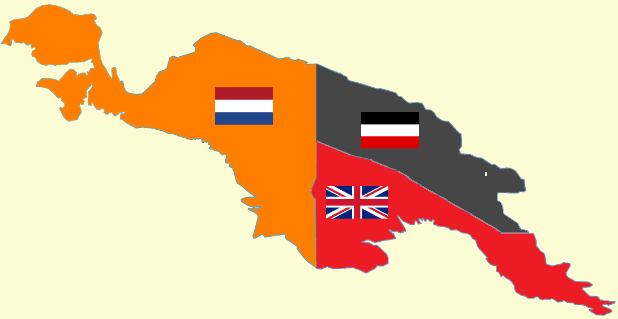
Nova Guinea del 1884 al 1919. Alemanya i Gran Bretanya controlaven la meitat oriental de Nova Guinea.

També el 1884, la part sud del país es va convertir en un protectorat britànic. El 1888 va ser annexada, juntament amb algunes illes adjacents, per Gran Bretanya com a Nova Guinea Britànica. El 1902, Papua va ser efectivament transferida a l'autoritat del nou domini britànic d’Austràlia. Amb l'aprovació de la Llei de Papua de 1905, l'àrea va ser rebatejada oficialment com a Territori de Papua, i l'administració australiana es va formalitzar el 1906. En contrast amb establir un mandat australià a l'antiga Nova Guinea alemanya, la Societat de Nacions va determinar que Papua era un territori extern de la Commonwealth australiana; com a qüestió de dret va seguir sent una possessió britànica. La diferència d'estatus legal va fer que fins al 1949 Papua i Nova Guinea tinguessin administracions completament separades, ambdues controlades per Austràlia. Aquestes condicions van contribuir a la complexitat d'organitzar el sistema jurídic del país després de la independència.
Les valls altes van ser explorades per primera vegada pels australians a la dècada del 1930 i es va trobar que estaven habitades per més d'un milió de persones.

### Segona Guerra Mundial

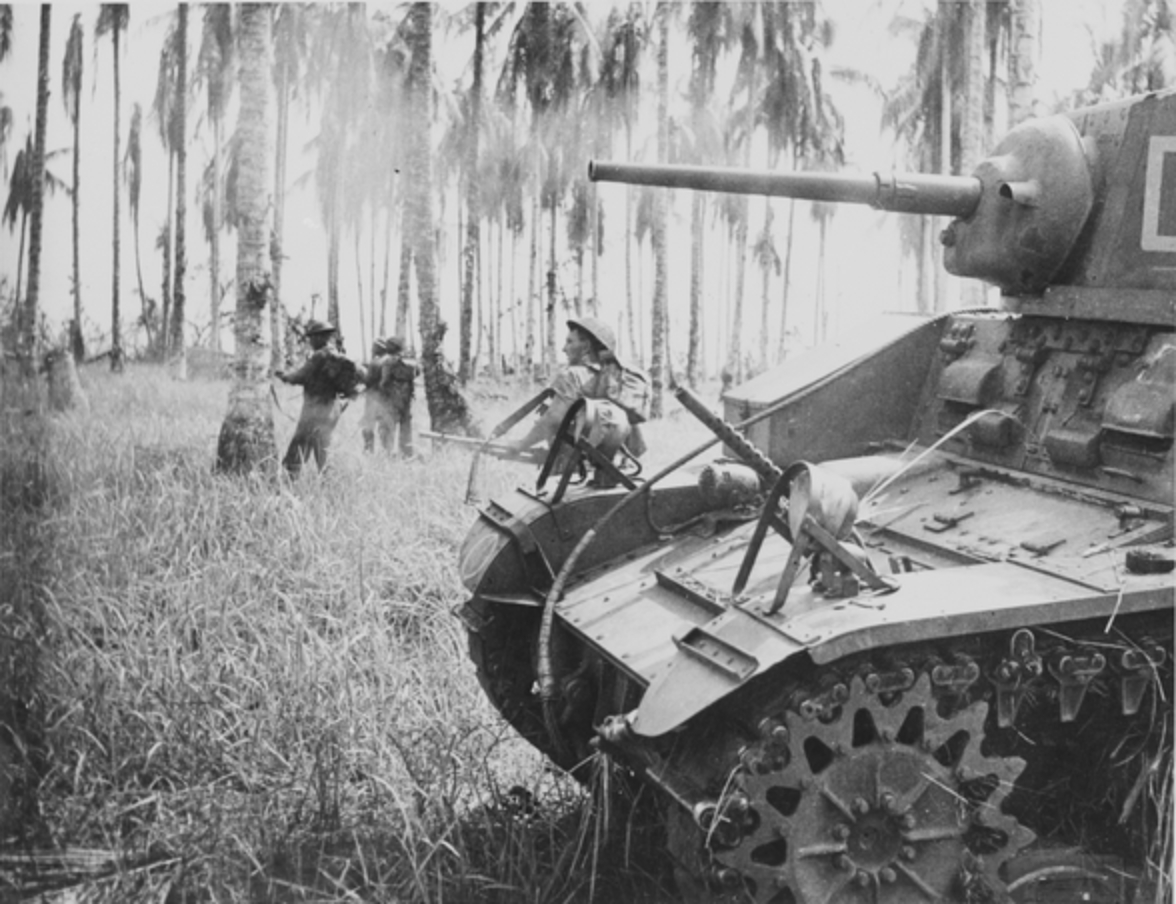
Les forces australianes ataquen posicions japoneses durant la batalla de Buna-Gona, el 7 de gener de 1943.

Durant la Segona Guerra Mundial, la campanya de Nova Guinea (1942–1945) va ser una de les principals campanyes i conflictes militars entre el Japó i els aliats. Van morir aproximadament 216.000 soldats japonesos, australians i estatunidencs. Després de la Segona Guerra Mundial i la victòria dels Aliats, els dos territoris es van unir en el Territori de Papua i Nova Guinea. Més tard es va anomenar Papua Nova Guinea.

### Després de la Segona guerra mundial
Després de la Segona Guerra Mundial, Austràlia va administrar els dos territoris recentment combinats de Papua i Nova Guinea. El 1951, es va instituir un Consell Legislatiu de 28 membres, tot i que aquest estava dominat en gran part per membres administratius australians, amb només 3 escons assignats als papua-Nova Guinea. Sir Donald Cleland, un soldat australià, esdevindria el primer administrador d'aquest nou consell.
El 1964, el consell va ser substituït per la Cambra de l'Assemblea de Papua i Nova Guinea de 64 membres, que per primera vegada tenia una majoria de membres de Papua Nova Guinea. L'assemblea va augmentar a 84 membres el 1967 i 100 el 1971.
Van començar els rumors sobre el domini australià tant a Papua Nova Guinea com a Austràlia, i el moviment independentista de Bougainville va impulsar una major autonomia quan la companyia minera australiana Rio Tinto va començar a explotar minerals de la regió. La idea dels australians com a colons va ser vista com una vergonya a Canberra, a causa de la seva pròpia història com a colònia de la Gran Bretanya.
El líder de l'oposició australià Gough Whitlam va visitar Papua Nova Guinea el 1970 i el 1971, enmig de noves crides a la independència del poble Tolai a la península Gazelle. Va demanar l'autogovern del territori ja el 1972.
A les eleccions generals de Papua Nova Guinea del juliol de 1972, Michael Somare és elegit com a primer ministre en cap de Papua Nova Guinea del territori. Al desembre, Whitlam va ser elegit primer ministre a les eleccions federals australianes de 1972. Aleshores, el govern de Whitlam va instituir l'autogovern sota el govern de Somare a finals de 1973.

### Independència
Durant els dos anys següents, es van presentar més arguments a favor de la independència, que van culminar amb l'aprovació del govern Whitlam de la Llei d'independència de Papua Nova Guinea de 1975 el setembre de 1975, citant el 16 de setembre de 1975 com a data de la independència.
Whitlam i el príncep Carles van assistir a la cerimònia de la independència, amb Somare continuant com a primer primer ministre del país. PNG segueix sent l'únic país que ha aconseguit la independència d'Austràlia.

### Bougainville

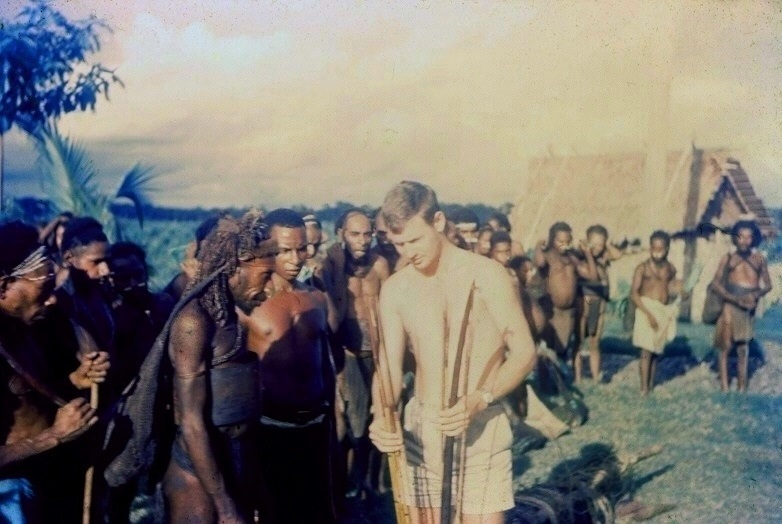
Oficial de patrulla australià el 1964

La revolta secessionista de 1975–76 a l'illa de Bougainville va donar lloc a una modificació del projecte de Constitució de Papua Nova Guinea per permetre que Bougainville i els altres divuit districtes tinguessin un estatus quasi federal com a províncies. Un nou aixecament a Bougainville va començar el 1988 i va cobrar 20.000 vides fins que es va resoldre el 1997. Bougainville havia estat la regió minera principal del país, generant el 40% del pressupost nacional. Els pobles autòctons van sentir que estaven suportant els efectes ambientals adversos de la mineria, que contaminava la terra, l'aigua i l'aire, sense obtenir una part justa dels beneficis.
El 2019 s'ha reobert el conflicte però d'una forma democràtica, entre el 23 de novembre i el 7 de desembre del 2019 es va celebrar un referèndum d'independència per a Boungaiville. Van votar 178.000 persones, el 97,7%, van votar a favor de la independència, mentre 3.000 persones van votar per una autonomia més gran.

### Minoria xinesa
Nombrosos xinesos han treballat i viscut a Papua Nova Guinea, establint comunitats de majoria xinesa. El maig de 2009 van esclatar els disturbis antixinesos que van implicar desenes de milers de persones. L'espurna inicial va ser una baralla entre treballadors d'ètnia xinesa i indígenes en una fàbrica de níquel en construcció per una empresa xinesa. El ressentiment dels nadius contra la propietat xinesa de nombroses petites empreses i el seu monopoli comercial a les illes va provocar els disturbis.

### Comunitat africana
Hi ha una col·laboració existent entre Papua Nova Guinea i els països africans. Papua Nova Guinea forma part del fòrum d'Àfrica, Carib i Pacífic (ACP). Hi ha una comunitat pròspera d'africans que viu i treballa al país.

### Terratrèmols
Papua Nova Guinea també és famosa per la seva activitat sísmica freqüent, en el Cinturó de foc del Pacífic. El 17 de juliol de 1998, un terratrèmol de magnitud 7,0 es va produir al nord d’Aitape. Va provocar un tsunami de 50 peus d'alçada, que va matar més de 2.180 persones en un dels pitjors desastres naturals del país.
El setembre de 2002, un terratrèmol de magnitud 7,6 va assolir la costa de Wewak, província de Sandaun, i va matar sis persones.
De març a abril de 2018, una cadena de terratrèmols va afectar la província d'Hela, provocant esllavissades de terra generalitzades i la mort de 200 persones. Diversos països d’Oceania i el sud-est asiàtic van enviar immediatament ajuda al país.
L'11 de setembre de 2022 es va produir un altre terratrèmol greu, que va matar set persones i va causar tremolors perjudicials a algunes de les ciutats més grans del país, com Lae i Madang, també es va sentir a la capital Port Moresby.

## Geografia

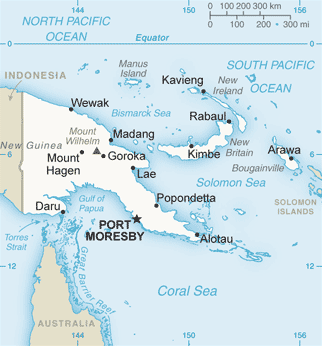
Mapa de Papua Nova Guinea

Percentatge de superfície forestal en superfície total, països principals (2021). Papua Nova Guinea té el vuitè percentatge més alt de coberta forestal del món.

Amb 462.840 km² , Papua Nova Guinea és el 54è país més gran del món i el tercer país insular més gran. Papua Nova Guinea forma part del regne d'Australàsia, que també inclou Austràlia, Nova Zelanda, l'est d'Indonèsia i uns quants grups d'illes del Pacífic, com ara les Illes Salomó i Vanuatu. Inclou totes les seves illes, es troba entre les latituds 0° i 12°S i les longituds 140° i 160°E. Té una zona econòmica exclusiva de 2.402.288 km². El continent del país és la meitat oriental de l'illa de Nova Guinea, on també es troben les ciutats més grans, incloent Port Moresby (capital) i Lae; Altres illes importants dins de Papua Nova Guinea són Nova Irlanda, Nova Bretanya, Manus i Bougainville.
Papua Nova Guinea és un país majoritàriament muntanyós (la seva màxima altitud és el mont Wilhelm, amb 4.509 m, que forma part de la serralada Bismarck i és considerat el pic més alt de l'Oceania política) i cobert de selva tropical excepte a partir els 3.400 m d'altitud, on hi ha un prat alpí; vora la costa hi ha petites planes. Situat en una línia de falles, els terratrèmols i els tsunamis subseqüents hi són relativament comuns.
El país està situat al Cinturó de foc del Pacífic, en el punt de col·lisió de diverses plaques tectòniques. Geològicament, l'illa de Nova Guinea és una extensió septentrional de la placa indo-australiana, formant part d'una sola massa terrestre que és continent australià (també anomenada Sahul o Meganèsia). Està connectat amb el segment australià per una plataforma continental poc profunda a través de l'estret de Torres, que antigament estava exposat com un pont terrestre, especialment durant les edats glacials quan el nivell del mar era més baix que l'actual. A mesura que la placa indoaustraliana (que inclou masses terrestres de l'Índia, Austràlia i el fons de l'oceà Índic entremig) deriva cap al nord, xoca amb la placa eurasiàtica. La col·lisió de les dues plaques va empènyer l'Himàlaia, les illes d'Indonèsia i la Serralada Central de Nova Guinea. La serralada central és molt més jove i més alta que les muntanyes d'Austràlia, tan alta que hi han glaceres equatorials rares.
Hi ha uns quants volcans actius, i les erupcions són freqüents. Els terratrèmols són relativament freqüents, de vegades acompanyats de tsunamis. El 25 de febrer de 2018, un terratrèmol de magnitud 7,5 i una profunditat de 35 quilòmetres va afectar el centre de Papua Nova Guinea. El pitjor dels danys es va centrar a la regió de Southern Highlands. Papua Nova Guinea és una de les poques regions properes a l'equador que experimenta nevades, que es produeixen a les parts més elevades del continent.
La part més extensa del país es troba a Nova Guinea (on hi ha la capital, Port Moresby, amb més de 250.000 habitants, i la ciutat principal, Lae, amb uns 75.000); les illes principals de Papua Nova Guinea són Nova Irlanda i Nova Bretanya, ambdues de l'arxipèlag de Bismarck, i Bougainville, on es troba la ciutat d'Arawa, la tercera del país, amb 40.000 habitants.
La frontera entre Papua Nova Guinea i Indonèsia va ser confirmada per tractat amb Austràlia abans de la independència el 1974. La frontera terrestre comprèn un segment del meridià 141° E des de la costa nord cap al sud fins a on es troba amb el riu Fly que flueix cap a l'est, després una curta corba del thalweg del riu fins on es troba amb el meridià 141°01'10" E que flueix cap a l'oest., després cap al sud fins a la costa sud. El meridià 141° E formava tot el límit oriental de la Nova Guinea holandesa segons la seva proclamació d'annexió de 1828. Pel Tractat de l'Haia (1895), holandesos i britànics van acordar un intercanvi territorial, portant tota la riba esquerra del riu Fly a la Nova Guinea Britànica i traslladant la frontera sud a l'est fins a l’estuari de Torasi. La frontera marítima amb Austràlia va ser confirmada per un tractat el 1978. A l'estret de Torres discorre prop del continent de Nova Guinea, mantenint les illes adjacents de l'estret de Torres del nord-oest (Dauan, Boigu i Saibai) sota sobirania australiana. Els límits marítims amb les Illes Salomó van ser confirmats per un tractat de 1989.

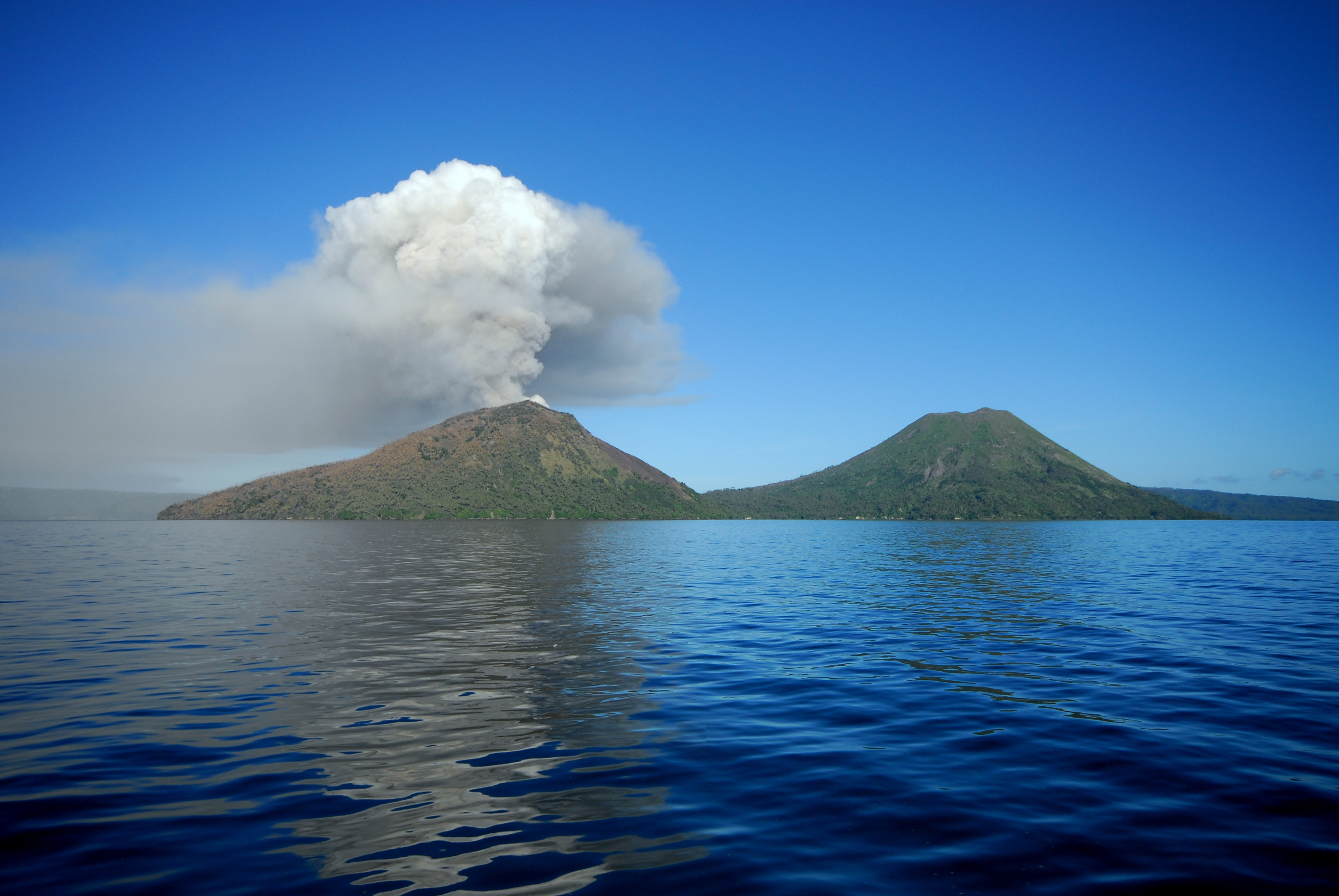
Muntanya Tavurvur

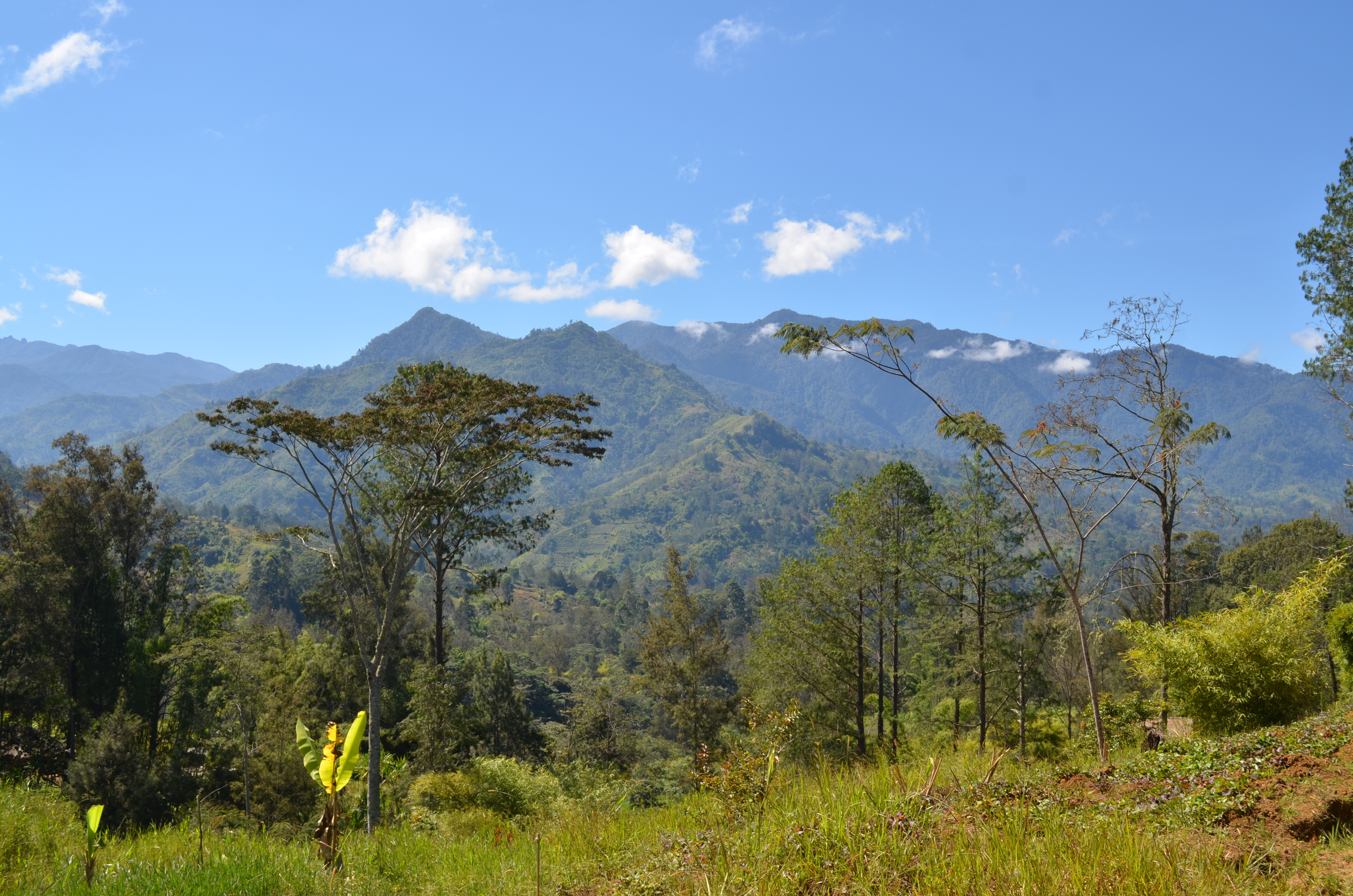
Terres altes de Papua Nova Guinea

## Economia
Papua Nova Guinea està ricament dotada de recursos naturals, inclosos recursos minerals i renovables, com boscos, recursos marins (incloent una gran part de les principals poblacions de tonyina del món) i en algunes parts l'agricultura. El terreny accidentat —incloent serralades i valls altes, pantans i illes— i l'elevat cost del desenvolupament d'infraestructures, combinat amb altres factors (inclosos problemes de llei i ordre en uns quants centres i el sistema de títols de terra consuetudinari) dificulten els promotors externs. Els desenvolupadors locals es veuen obstaculitzats per anys d'inversió deficient en educació, salut i accés al finançament. L'agricultura, per a cultius de subsistència i d'efectiu, proporciona un mitjà de subsistència al 85% de la població i continua aportant un 30% del PIB. Els jaciments de minerals, inclosos or, petroli i coure, representen el 72% dels ingressos d'exportació. La producció de palma d'oli ha crescut de manera constant en els darrers anys (principalment de finques i amb una producció extensiva de subconductors), amb l'oli de palma com a principal exportació agrícola. El cafè continua sent el principal cultiu d'exportació (produït principalment a les províncies de les Terres Altes); seguit del cacau i l'oli de coco / copra de les zones costaneres, cadascun produït en gran part per petits agricultors; te, produït a les finques; i cautxú. El camp Iagifu/Hedinia va ser descobert l'any 1986 al cinturó d'empenta i replec de Papú.
L'antic primer ministre Sir Mekere Morauta va intentar restaurar la integritat de les institucions de l'estat, estabilitzar la kina, restablir l'estabilitat al pressupost nacional, privatitzar les empreses públiques quan fos necessari i assegurar la pau contínua a Bougainville després de l'acord de 1997 que va posar fi als disturbis secessionistes de Bougainville. El govern de Morauta va tenir un èxit considerable a l'hora d'atraure suport internacional, concretament aconseguint el suport del Fons Monetari Internacional (FMI) i el Banc Mundial per obtenir préstecs d'ajuda al desenvolupament.
A partir del 2019, la taxa de creixement del PIB real de PNG va ser del 3,8%, amb una taxa d'inflació del 4,3% Aquest creixement econòmic s'ha atribuït principalment als forts preus de les matèries primeres, especialment minerals però també agrícoles, amb una gran demanda de productes minerals sostinguda en gran manera. fins i tot durant la crisi pels mercats asiàtics dinàmics, un sector miner en auge i per una perspectiva optimista i la fase de construcció per a l'exploració, producció i exportació de gas natural en forma liquada (gas natural liquat o "GNL") per part de buques cisterna de GNL, tots ells. que requerirà inversions multimilionàries (exploració, pous de producció, canonades, emmagatzematge, plantes de liqüefacció, terminals portuàries, vaixells cisterna de GNL).
El primer gran projecte de gas va ser l'empresa conjunta PNG LNG. ExxonMobil és l'operador de l'empresa conjunta, que també inclou l'empresa PNG Oil Search, Santos, Kumul Petroleum Holdings (la companyia nacional de petroli i gas de Papua Nova Guinea), JX Nippon Oil and Gas Exploration, la Mineral Resources Development Company del govern de PNG i Petromin PNG Holdings. El projecte és un desenvolupament integrat que inclou instal·lacions de producció i processament de gas a les províncies de Hela, Southern Highlands i Western de Papua Nova Guinea, incloses les instal·lacions de liqüefacció i emmagatzematge (situades al nord-oest de Port Moresby) amb una capacitat de 6,9 milions de tones anuals. Hi ha més de 700 km de canonades que connecten les instal·lacions. És la inversió del sector privat més gran de la història de PNG. Un segon gran projecte es basa en els drets inicials de la companyia francesa de petroli i gas TotalEnergies i la companyia estatunidenca InterOil Corp. (IOC), que han combinat en part els seus actius després que TotalEnergies acordés el desembre de 2013 comprar el 61,3% de Antelope and Elk d'IOC. drets de camp de gas, amb el pla de desenvolupar-los a partir del 2016, inclosa la construcció d'una planta de liqüefacció per permetre l'exportació de GNL. TotalEnergies té per separat un altre acord d'operació conjunta amb Oil Search.
Es proposen més projectes de gas i minerals (inclosa la gran mina de coure i or Wafi-Golpu), amb una àmplia exploració en curs a tot el país.
La Visió 2050 a llarg termini del govern de PNG i els documents polítics a curt termini, inclosos el pressupost de 2013 i l'estratègia de desenvolupament sostenible responsable de 2014, emfatitzen la necessitat d'una economia més diversa, basada en indústries sostenibles i evitant els efectes de la malaltia holandesa dels principals recursos. projectes d'extracció que soscaven altres indústries, com ha passat en molts països que han experimentat auges del petroli o d'altres minerals, sobretot a l'Àfrica occidental, que soscaven bona part del seu sector agrícola, manufacturer i turístic, i amb ells perspectives d'ocupació àmplies. S'han pres mesures per mitigar aquests efectes, inclòs mitjançant l'establiment d'un fons de riquesa sobirà, en part per estabilitzar els fluxos d'ingressos i despesa, però molt dependrà de la disposició per fer reformes reals per a l'ús efectiu dels ingressos, abordar la corrupció desenfrenada i empoderar les llars. i les empreses per accedir als mercats, serveis i desenvolupar una economia més dinàmica, amb costos més baixos, especialment per a les petites i mitjanes empreses. Un projecte important realitzat a través del Departament de Desenvolupament Comunitari de PNG va suggerir que s'haurien de considerar altres vies cap al desenvolupament sostenible.
L’Institute of National Affairs, un grup de reflexió sobre polítiques independents de PNG, ofereix un informe sobre l'entorn empresarial i d'inversió de Papua Nova Guinea cada cinc anys, basat en una enquesta a empreses grans i petites, locals i estrangeres, destacant problemes de llei i ordre i la corrupció, com a pitjors impediments, seguit del mal estat de les infraestructures de transport, energia i comunicacions.

### La tinença de la terra

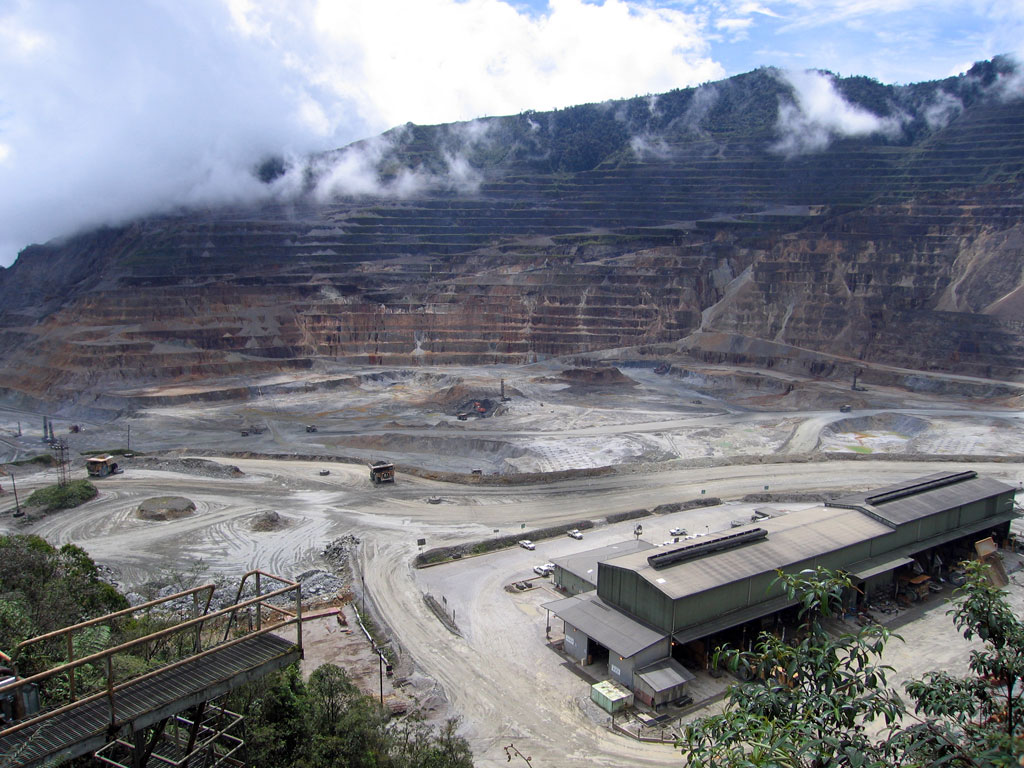
La mina Ok Tedi al sud-oest de Papua Nova Guinea

La legislatura de PNG ha promulgat lleis en què es reconeix un tipus de possessió anomenat títol de terra consuetudinari, cosa que significa que les terres tradicionals dels pobles indígenes tenen alguna base legal per a la tinença inalienable. Aquesta terra consuetudinària cobreix tecionalment la major part de la terra utilitzable del país (un 97% de la superfície total). Les terres alienades es mantenen de manera privada en règim d'arrendament estatal o són terres governamentals. El títol de propietat lliure (també conegut com a tarifa simple) només el poden tenir els ciutadans de Papua Nova Guinea.
Només un 3% de la terra de Papua Nova Guinea està en mans privades; és de propietat privada amb un contracte d'arrendament estatal de 99 anys, o està en mans de l'Estat. No hi ha pràcticament cap títol de propietat lliure; les poques propietats lliures existents es converteixen automàticament en arrendament estatal quan es transfereixen entre venedor i comprador. Les terres no alienades són propietat dels propietaris tradicionals sota títol consuetudinari. La naturalesa precisa del seisin varia d'una cultura a una altra. Molts escriptors retraten la terra com a propietat comunal dels clans tradicionals; tanmateix, estudis més detallats acostumen a mostrar que les parts més petites de la terra la propietat de les quals no es pot dividir més la tenen els caps individuals de família extensa i els seus descendents o només els seus descendents si han mort recentment.
Aquesta és una qüestió de vital importància perquè un problema de desenvolupament econòmic és identificar la pertinença a grups de terratinents consuetudinaris i els propietaris. Les disputes entre empreses mineres i forestals i grups de propietaris sovint es refereixen a la qüestió de si les empreses van establir relacions contractuals per a l'ús de la terra amb els veritables propietaris. La propietat consuetudinària —generalment la terra— no es pot definir per testament. Només es pot heretar segons el costum de la gent del difunt. La Llei de terres es va modificar el 2010 juntament amb la Llei d'incorporació de grups de terres, amb la finalitat de millorar la gestió de la terra estatal, els mecanismes de resolució de disputes sobre la terra i permetre als propietaris de terres més capaços d'accedir a finançament i possibles associacions. sobre porcions de la seva terra, si pretenen desenvolupar-la per a activitats econòmiques urbanes o rurals. La Llei d'Incorporació de Grups de Terres exigeix una identificació més específica dels propietaris consuetudinaris que fins ara i la seva autorització més específica abans de determinar qualsevol arranjament del sòl; (Un problema important dels darrers anys ha estat l'acaparament de terres, utilitzant, o millor dit fent un mal ús, la disposició d'arrendament d'acord amb la Llei de terres, especialment l'ús de "Arrendaments especials agrícoles i empresarials" (SABL) per adquirir grans extensions de terres consuetudinàries, suposadament per a projectes agrícoles, però en gairebé tots els casos com a mecanisme de porta del darrere per assegurar els recursos forestals tropicals per a l'explotació forestal, eludint els requisits més exigents de la Llei forestal, per obtenir permisos de fusta (que han de complir els requisits de sostenibilitat i estar garantits de manera competitiva, i amb l'aprovació dels propietaris habituals). Després d'un clam nacional, aquests SABL han estat sotmesos a una Comissió d'Enquesta, creada a mitjans de 2011, de la qual encara s'espera l'informe per a la presentació inicial al Primer Ministre i al Parlament.

## Demografia
| 1960      | 1961      | 1962      | 1963      | 1964      | 1965      | 1966      | 1967      | 1968      | 1969      | 1970      | 1971      | 1972      | 1973      | 1974      | 1975      | 1976      | 1977      | 1978      | 1979      | 1980      | 1981      | 1982      | 1983      | 1984      | 1985      | 1986      | 1987      | 1988      | 1989      | 1990      | 1991      | 1992      | 1993      | 1994      | 1995      | 1996      | 1997      | 1998      | 1999      | 2000      | 2001      | 2002      | 2003      | 2004      | 2005      | 2006      | 2007      | 2008      | 2009      | 2010      | 2011      | 2012      | 2013      | 2017      | 2020      |
| 1.966.957 | 2.001.048 | 2.037.164 | 2.075.629 | 2.116.831 | 2.161.102 | 2.208.421 | 2.258.876 | 2.313.016 | 2.371.514 | 2.434.754 | 2.503.073 | 2.576.093 | 2.652.585 | 2.730.859 | 2.809.692 | 2.888.510 | 2.967.620 | 3.047.769 | 3.130.125 | 3.215.483 | 3.304.188 | 3.395.798 | 3.489.402 | 3.583.707 | 3.677.854 | 3.771.592 | 3.865.448 | 3.960.314 | 4.057.467 | 4.157.903 | 4.261.797 | 4.369.087 | 4.480.243 | 4.595.761 | 4.715.929 | 4.841.020 | 4.970.823 | 5.104.516 | 5.240.941 | 5.379.226 | 5.518.971 | 5.660.267 | 5.803.302 | 5.948.461 | 6.095.959 | 6.245.797 | 6.397.623 | 6.550.877 | 6.704.829 | 6.858.945 | 7.012.977 | 7.167.010 | 7.321.262 | 8.251.162 | 8.935.000 |

Papua Nova Guinea és una de les nacions més heterogènies del món, amb uns 8,95 milions d'habitants estimats el 2020. Hi ha centenars de grups ètnics autòctons de Papua Nova Guinea, la majoria procedents del grup conegut com a Papua, els avantpassats dels quals van arribar a la regió de Nova Guinea fa desenes de milers d'anys. Els altres pobles indígenes són austronesis, els seus avantpassats arribant a la regió fa menys de quatre mil anys.
També hi ha nombroses persones d'altres parts del món que actualment resideixen, incloent xinesos, europeus, australians, indonesis, filipins, polinesis i micronesis (els quatre últims pertanyents a la família austronèsçia). Al voltant de 50.000 expatriats, la majoria d'Austràlia i la Xina, vivien a Papua Nova Guinea el 1975, però la majoria d'ells s'havien traslladat al segle xxi. Les dades del Banc Mundial indiquen que al voltant del 0,3% de la població de Papua Nova Guinea està formada per migrants internacionals a partir del 2015.
Amb el Cens Nacional ajornat durant el 2020/2021, ostensiblement per motius de la pandèmia de COVID-19, es va realitzar una avaluació provisional mitjançant imatges de satèl·lit. El desembre de 2022, un informe de l'ONU, basat en aquesta enquesta, es va dur a terme amb la Universitat de Southampton utilitzant imatges de satèl·lit i veritat terrestre, va suggerir una nova estimació de població de 17 milions, gairebé el doble de l'estimació oficial del país.

## Religió
Les tribus jaben i bakava creien en el déu Anutu, que seu a l'horitzó en el mar sostenint el cel.